# 91 (liczba)
91 (dziewięćdziesiąt jeden) – liczba naturalna następująca po 90 i poprzedzająca 92.

## 91 w nauce
- liczba atomowa protaktynu
- obiekt na niebie Messier 91
- galaktyka NGC 91
- planetoida (91) Aegina

## 91 w kalendarzu
91. dniem w roku jest 1 kwietnia (w latach przestępnych jest to 31 marca). Zobacz też co wydarzyło się w roku 91, 91 p.n.e. lub 1991.